# 中国人民解放军空军政治工作部文工团
中国人民解放军空军政治工作部文工团，位于北京市海淀区北太平路18号，是中国人民解放军空军政治工作部直属单位、文工团。

## 简介
中国人民解放军空军政治工作部文工团的前身是中国人民解放军空军政治部文工团（简称“空政文工团”），1950年3月25日组建于吉林省长春市。该团是由空军政治部宣传队（1949年在北平成立）、东北航校宣传队（1948年10月在牡丹江市成立）、辽东军区政治部宣传大队、四野后勤部六分部宣传队、胶东文化协会文工团合并组成。1951年6月迁至北京市。1952年7月，参加“全军第一届文艺会演”，并赴抗美援朝战争前线慰问中国人民志愿军空军部队。1953年8月18日起，第一次在全国巡回演出，三个多月演出88场。1956年8月，参加第一届全国音乐周。1956年12月12日起，到缅甸访问演出。1957年8月，为庆祝中国人民解放军建军30周年，该团第一次公演。
1958年5月27日，中共中央军委扩大会议召开，通过了《关于改变组织体制的决议（草案）》。根据中共中央军委指示和中国人民解放军总政治部要求，1958年5月，各军区文工团全部撤销。空军司令员刘亚楼将其中的沈阳军区空军、南京军区空军、广州军区空军文工团人员调到北京，并入空政文工团。空政文工团设总团，下设：歌舞团、歌剧团、话剧团、军乐团。1958年，经刘亚楼批准，空政文工团拨出一个文工团的建制共80多人支援给宁夏回族自治区。
1959年6月，参加“全军第二届文艺会演”。1960年1月起，到武汉、南京巡回演出半年共197场，创该团历年演出最高纪录。1961年创作排演《革命历史歌曲表演唱》。此剧获得巨大成功，更被视为《东方红》的雏形。1964年5月，参加“全军第三届文艺会演”。1964年7月，该团合唱队、舞蹈队参加大型音乐舞蹈史诗《东方红》的排练演出。1964年9月，大型民族歌剧《江姐》正式公演。
1966年文革爆发初期，空政文工团内部成立了各种“造反派”组织。空政文工团的领导先后受冲击和批判。1966年冬，当空军机关和空政文工团的一派群众开始将矛头指向空军领导时，以刘素媛为首的一派出面保护空军司令员吴法宪、政委余立金等，因而被前一派群众蔑称为“保守派”（又称“保皇派”）。1967年年初，海军、空军、总后勤部所属驻京机关、院校、文艺团体中的群众组织，已经形成了对立的两大派。其中反对吴法宪、李作鹏、邱会作的是一大派，即造反派中的“造反派”，受中央文革支持，首都大专院校的红卫兵造反派基本上也均支持该派，而刘素媛所在的保吴法宪、李作鹏、邱会作的造反派中的“保守派”势力则稍弱。1967年3月，空政文工团成立革命委员会，在空军党委支持下，刘素媛任主任。1967年5月13日，在北京展览馆剧场爆发两派严重冲突的五一三事件，空政文工团参加了此次事件，事件导致萧华被打倒。1970年5月，空政文工团奉上级命令整编。空政文工团番号撤销，更名为“空军政治部宣传队”，为空军政治部直属单位，刘素媛任队长，吴洪范任政委，原空政歌舞团、歌剧团、话剧团3个分团分别改成一连、二连、三连。
1976年12月，为庆祝粉碎“四人帮”，该团在北京公演。1977年7月，参加“全军第四届文艺会演”。此后该团参加了全国青年歌手电视大奖赛等许多音乐、曲艺比赛并获奖，同时不断在海内外演出。1986年9月，应美国空军邀请，组成中国人民解放军空军歌舞团出访美国，成为中国人民解放军第一支访美演出的文艺团体。
1998年8月，空军政治部话剧团与空军电视艺术中心合署办公，空军政治部话剧团又称空军电视艺术中心。
2004年6月25日，原中国人民解放军空军政治部歌舞团（简称“空政歌舞团”）、话剧团、文艺创作室正式合并为中国人民解放军空军政治部文工团（简称“空政文工团”）。并成立了艺术中心党的总支部委员会和综合办公室。新成立的中国人民解放军空军政治部文工团下设创作室、声乐队、舞蹈队、器乐队、曲艺队、舞美队、空军蓝天幼儿艺术团。
在深化国防和军队改革中，2016年中国人民解放军空军政治部文工团更名为中国人民解放军空军政治工作部文工团。
2018年9月7日，根据中央军事委员会整编命令，中国人民解放军空军政治工作部文工团建制撤销，除少数人员分流至中国人民解放军文化艺术中心文艺部外，所属现役军人全部退役、文职人员全部解聘。

## 历任领导
| 历任团长 （以下团长在文工团总团存在期间以总团为主，在文工团总团撤销时期以歌舞团为主） - 王久晨（1950年4月—1953年2月） - 黄河中校（1953年2月—1958年8月） - 毕革飞上校（1958年8月—1960年6月，空军政治部文化部部长兼） - 黄河中校（1960年6月—1967年） - 刘淑媛（1967年3月—1970年7月，革命委员会主任） - 刘淑媛（1970年7月—1973年3月，空军政治部宣传队队长） - 张培文（1974年12月—1976年10月） - 牛畅（1976年10月—1979年2月） - 刘敬贤（1979年2月—1983年10月） - 苏任千（1983年10月—1987年10月） - 戴玉祥大校（1987年10月—1991年12月） - 仇非大校（1991年12月—2002年1月） - 杨月林大校（2002年—2011年） - 郭旭新大校（2011年—2014年） - 张天宇大校（2014年—2018年9月7日） | 历任政治委员 - 辛柯（1950年10月—1953年3月） - 崔建栋（1953年3月—1955年） - 井彩少校（1955年—1958年） - 陆友（1958年8月—？） - 吴洪范（1970年5月—？，空军政治部宣传队政委） - 陈岩（1974年12月—1978年10月） …… - 陈金法（？—？） …… - 陈名绚（？—？，空政歌舞团政委） …… - 冀有泉（？—？） …… - 杜文彪大校（？—2014年） - 李洲大校（2014年—2018年9月7日） |

## 代表剧目
- 大型音乐舞蹈史诗：《东方红》[3]
- 大型革命史诗：《中国革命之歌》[3]
- 表演唱：《革命历史歌曲表演唱》[3]
- 歌剧：《江姐》、《忆娘》、《爱与火的四重奏》、《雪域风云》[1][3]
- 舞剧：《红梅赞》、《伤逝》[1][3]
- 歌舞剧：《长山火海》[3]
- 话剧：《年轻的一代》[2]
- 歌曲：《十送红军》、《我爱祖国的蓝天》、《毛主席来到咱农庄》、《社员都是向阳花》、《农友歌》、《焦裕禄，我们的好书记》、《黄河源头》、《中国空军进行曲》、《前门情思大碗茶》、《故乡是北京》、《父老乡亲》、《说句心里话》、《一二三四歌》、《长城长》、《男子汉去飞行》、《我就是天空》、《兵哥哥》、《五星邀五环》、《天职》、《为了谁》[3][28]
- 器乐曲：《姑苏春晓》[28]
- 舞蹈：《敦煌彩塑》（单人舞）、《送别》（双人舞）、《醉鼓》、《旦角》、《情怀》、《云上的日子》[28]
- 曲艺：快板《军营新歌》、快板书《让座》
- 电视剧：《垂直打击》、《历史的天空》、《炊事班的故事》[28]

## 优秀人才
- 词作家：阎肃、石顺义、张士燮[28]
- 曲作家：陈志昂（笔名严峻）、羊鸣、牛畅、朱正本、孟庆云、姚明、吴旋[28]
- 歌唱家：安娜、佟铁鑫、郑莉、杭天琪、周灵燕、安冬、金曼、林萍、范春梅、严当当、刘一祯、褚海辰、刘和刚、王莉、汤非、韩红、纪敏佳、马海生、东晓、伊泓远、陈小涛[28]
- 指挥家：黄普洛
- 演奏家：蒋巽风、任士荣、邓建栋[28]
- 舞蹈家：仇非、孟兆祥、赵洪武、杨月林、王冬梅、杨威[28]
- 曲艺家：唐文光、牛振华、刘亚津、李艺[28]
- 戏剧演员：林永健、殷桃、闫妮、沙溢、周小斌、洪剑涛[29]
- 美术家：王崇德